# 深圳大通实业
深圳大通实业股份有限公司（深交所除牌前：000038，简称：大通退）是中国深圳证券交易所的上市公司，主营业务范围包括：房地产开发、经营，国内商业，物资供销业，兴办实业，计算机软硬件开发及销售，经营进出口业务。公司总股本9622.8万股（2009年）。
该公司总部位于深圳市福田区都市阳光名苑1栋6B，法人代表为许亚楠。

## 沿革
深大通前身是1987年港商独资兴办的大通实业有限公司，1993年改制为公众公司。深大通是以电子元器件为主体，是国内最大的电容器生产厂家和产品供应商，产品主要销往国外。自1996年公司业绩下滑后，1998年、1999年连续两年亏损，并由于关联方占用公司大额资金、大量投资未经董事会讨论，矛盾开始计划，并开始多次控制权转移。1998年，温惜今转让其持有的益通国际股份。1998年7月，益通国际转让其股份到粤海集团控股的香港广南行。1998年底，广南行本身股权产生变化，粤海集团进入重组，并进入深大通。2000年5月，深大通实际控制权再次变更，益通投资代表赵玉吉担任董事长，但股权治理并不稳定。
2001年12月5日，上海新延中高价收购蓝星集团持有的深大通法人股2700万股，转让总金额为10530万元。随后，北京方正经纬收购佰骏物业持有的19.58%法人股，凯地系最终取得深大通的控制权。2003年1月，上海新延中改名方正延中传媒，持有深大通29.84%股权。然而2001年底，中航技总公司对中航技深圳公司原董事长李志正、中航实业原执行董事谢宁进行调查，凯地系开始进行收缩，放弃借壳深大通。2007年5月29日，由于连续三年亏损，深大通被暂停上市。2007年11月29日，青岛亚星实业有限公司（董事长姜剑）开始对深大通进行资产重组，延中传媒将其持有的深大通1000万股股份以协议方式转移给青岛亚星。至2009年4月注入2.09亿元，并在2008年盈利，转型为房地产公司。

## 事件
2019年5月22日下午，深大通发布公告，披露证监部门下发的关注函，重点关注深大通与汉麻集团的工业大麻合作，其余两封分别涉及深大通年报财务数据和基金投资等情况。但在证监会稽查人员前往深大通总部送达《立案调查通知书》时，公司相关人员拒绝接收，并对稽查人员进行人身和言语上的攻击，暴力阻碍稽查人员执法，其中一名女性稽查人遭严重抓伤。事发后，公安机关对此行为及时处置，对三名涉案人员妨害公务的行为进行调查，其中两名肇事者已被行政拘留，一人遭到行政警告。而在2018年夏季，深大通亦发生类似事件，证监会稽查人员前往深大通控股方办公地青岛开展监督检查，当时公司董秘、财务总监二人接待了稽查人员。但在交流过程中，董秘借口外出，一直未归。财务总监执法文书上签了字，但却并非自己的名字，而是“深大通”。而自称负责公司公关事务的李某，还以无法核实身份为由，对稽查人员进行了恐吓和言语攻击。经调查人员多次沟通后，公司实控人姜剑也曾到证监会接受询问，但现场仍拒绝配合调查。24日，深圳证监局决定对深大通采取出具警示函的行政监管措施，要求实际控制人及全体董事、监事、高级管理人员加强对证券法律法规的学习。